# خاموشی خورشید
خاموشی خورشید (به انگلیسی: Black Out the Sun) نهمین آلبوم گروه موسیقی سونداست می باشد و در ۲۶ مارس ۲۰۱۳ (۶ فروردین ۱۳۹۲ خورشیدی) منتشر شد.

## فهرست آهنگ‌ها
۱- یادبود
۲- بی ایمان
۳- تا مرگ
۴- کوهستان
۵- سرد همانند رزم
۶- خاموشی خورشید
۷- کسی محتاج آن نیست
۸- رزهای مرده
۹- تباهی
۱۰- ای ام تاریک
۱۱- تصویر کامل
۱۲- حس تازه
۱۳- بار کشتار
۱- Memory
۲- Faithless
۳- Till Death
۴- Mountain
۵- Cold As War
۶- Black Out The Sun
۷- Nobody Wants It
۸- Dead Roses
۹- Decay
۱۰- Dark AM
۱۱- Picture Perfect
۱۲- Got A Feeling
۱۳- Murder Bar

## پدید آورندگان
- لجون ویترسپون : آواز
- کلینت لووری : لید گیتار
- جان کانولی : ریتم گیتار
- وینس هورنزبی : بیس گیتار
- مورگان روس : درامز